# Городской историко-краеведческий музей (Полярный)
Городско́й исто́рико-краеве́дческий музе́й го́род Поля́рный. 
Муниципальное бюджетное учреждение культуры в городе Полярный Мурманской области. Открыт 24 июля 1999 года.

## История и расположение
Постановление о создании историко-краеведческого музея в Полярном было подписано 30 октября 1997 года. Днём рождения музея считается 24 июля 1999 года, когда были открыты первые экспозиции. Открытие музея было приурочено к празднованию 100-летия с момента основания города Полярного (бывшего Александровска).
Расположен музей на улице Моисеева, в построенном здании в 1930-е годы. Изначально здание предназначалось для заселения семьями офицерского состава.
В годы Великой Отечественной войны в этом здании располагалась редакция газеты "Краснофлотец", где часто бывал поэт Ярослав Родионов. Сюда приходили с репортажами и сообщениями корреспонденты центральных газет Вениамин Каверин, Юрий Герман, Лев Кассиль, Борис Лавренев. В послевоенное время до конца 1980-х годов в торце дома располагался радиоузел Дома офицеров, являющийся городским радио. До 1990 года здание использовалось как жилой дом. После гибели здания Дома офицеров флота здание № 3 по улице Моисеева было расселено.

## Описание
Своими основными целями музей называет:
...сохранение и изучение богатого историко-культурного наследия города, его архитектурных памятников и городских достопримечательностей, ведение научно-исследовательской и педагогической работы, изучение и сохранение природной среды и экологии города и края

### Экспозиции
Главной выставкой историко-краеведческого музея и его основной направленностью в целом является история Полярного и история флота — в городе расположена военно-морская база Северного флота. Историческая выставка находится на втором этаже здания, занимая три зала, общая площадь которых равняется 400 м², и подразделена на десять экспозиций:
- Ойкумена древнего оленеостровца
- Природа Кольского полуострова
- Наука на Мурмане
- Поморский быт
- Основание Александровска-на-Мурмане
- Зарождение военно-морских сил на Севере
- Северный флот в годы Великой Отечественной войны
- Быт жителей Полярного 1960-х гг.
- История 4-й эскадры подводных лодок СФ
- История Кольской флотилии

В 2000 г. состоялось открытие музея военной техники под открытым небом, в котором все желающие могут познакомиться с образцами вооружения и оборудования времен 1940-1980-х гг. Отдел военной техники представлен 35 единицами, такими, как танк Т-34, истребитель МиГ-31 и плавающий танк ПТ-76.
Как и в большинстве других музеев, в историко-краеведческом музее Полярного отдельное место отведено под временные выставки. Временные экспозиции проводятся как из запасов собственного фонда, так и из музеев других городов. Профиль таких выставок достаточно широк — это и художественные выставки, и работы фотографов, ремесленников.
На 2003 год под постоянные экспозиции в музее было отведено 351 м², под временные — 273,6 м², фондохранилище занимало 48,5 м² и ещё 29,5 гектар парковой площади. Сегодня в фондах хранится более 30 тысяч музейных предметов (из них основного фонда более 10 тысяч). Работа по пополнению коллекций музея ведется при помощи различных организаций и неравнодушных лиц, среди которых археологи Института истории материальной культуры и Санкт-Петербургского государственного университета, члены Совета ветеранов Москвы и Санкт-Петербурга, сотрудники Полярного научно-исследовательского института морского рыбного хозяйства и океанографии им. Книповича и Мурманского морского биологического института, поисковики отряда «Память».

### Другая деятельность
Кроме того, при историко-краеведческом музее Полярного функционируют: лекционный зал, библиотека, детский открытый музей (ДОМ). В Детском открытом музее действует несколько образовательных программ, адаптированных к возрасту участников. Каждое занятие включает выход в экспозицию или на выставку и работу в импровизированной творческой мастерской.
Занимается музей и научно-исследовательской и научно-просветительской деятельностью, сотрудничая с научными и культурными учреждениями как Мурманской области, так и России и стран бывшего Советского Союза. Устанавливаются контакты с музеями других государств, при поддержке ЮНЕСКО проводится популяризация программы ООН — «Устойчивое развитие береговых областей и островных государств».

## Контактная и прочая информация
Городской историко-краеведческий музей города Полярного открыт пять дней в неделю — со среды по воскресенье с 11:00 до 18:00. Стоимость входного билета составляет 150 рублей. Стоимость экскурсии по основной экспозиции — 100 рублей, по временной экспозиции - 100 рублей, по городу — 150 рублей. Льготами пользуются дети, пенсионеры, ветераны и военнослужащие.
Директор музея — Коськина Валентина Николаевна.
184653, Мурманская область, город Полярный, улица Моисеева, дом 3. Телефон: 8(81551)7-31-50, 7-50-97
E-mail: zato_musey@mail.ru

## Публикации музея
Буклет «Городской музей»